# Contre-la-montre par équipes en relais mixte aux championnats du monde de cyclisme sur route 2022
Le contre-la-montre par équipes en relais mixte des championnats du monde de cyclisme sur route 2022 a lieu le 21 septembre 2022 sur 28,2 kilomètres dans les rues de Wollongong, en Australie.

## Participants
Chaque équipe est composée de 6 cyclistes (3 hommes et 3 femmes) :
| Équipes nationales (15)- Allemagne - Pays-Bas - Italie - Suisse - Danemark - Belgique - France - Pologne - Espagne - Autriche - Australie - Ukraine - Samoa - Nouvelle-Calédonie - Polynésie française Équipe amateur- Centre mondial du cyclisme |
| |

## Classement
| \| Classement de l'étape \| Classement de l'étape \| Classement de l'étape \| Classement de l'étape \| Classement de l'étape \| Classement de l'étape \| \| Équipe \| Équipe \| Pays \| Temps \| Écart de temps \| Vitesse moy. \| \| --------------------- \| -------------------------- \| --------------------- \| --------------------- \| --------------------- \| --------------------- \| \| 1re \| Suisse \| Suisse \| 33 min 47 s \| \| \| \| 2e \| Italie \| Italie \| \| + 3 s \| \| \| 3e \| Australie \| Australie \| \| + 38 s \| \| \| 4e \| Allemagne \| Allemagne \| \| + 46 s \| \| \| 5e \| Pays-Bas \| Pays-Bas \| \| + 52 s \| \| \| 6e \| Danemark \| Danemark \| \| + 58 s \| \| \| 7e \| France \| France \| \| + 58 s \| \| \| 8e \| Belgique \| Belgique \| \| + 1 min 49 s \| \| \| 9e \| Pologne \| Pologne \| \| + 1 min 51 s \| \| \| 10e \| Espagne \| Espagne \| \| + 2 min 44 s \| \| \| 11e \| Autriche \| Autriche \| \| + 3 min 30 s \| \| \| 12e \| Ukraine \| Ukraine \| \| + 4 min 51 s \| \| \| 13e \| Centre mondial du cyclisme \| Suisse \| \| + 4 min 59 s \| \| \| 14e \| Polynésie française \| Polynésie française \| \| + 7 min 03 s \| \| \| 15e \| Nouvelle-Calédonie \| Nouvelle-Calédonie \| \| + 8 min 21 s \| \| \| 16e \| Samoa \| Samoa \| \| + 17 min 58 s \| \| |                            |                     |             |                |              |
| |                            |                     |             |                |              |
| Source : ProCyclingStats |                            |                     |             |                |              |
| Classement de l'étape |                            |                     |             |                |              |
| Équipe | Équipe                     | Pays                | Temps       | Écart de temps | Vitesse moy. |
| 1re | Suisse                     | Suisse              | 33 min 47 s |                |              |
| 2e | Italie                     | Italie              |             | + 3 s          |              |
| 3e | Australie                  | Australie           |             | + 38 s         |              |
| 4e | Allemagne                  | Allemagne           |             | + 46 s         |              |
| 5e | Pays-Bas                   | Pays-Bas            |             | + 52 s         |              |
| 6e | Danemark                   | Danemark            |             | + 58 s         |              |
| 7e | France                     | France              |             | + 58 s         |              |
| 8e | Belgique                   | Belgique            |             | + 1 min 49 s   |              |
| 9e | Pologne                    | Pologne             |             | + 1 min 51 s   |              |
| 10e | Espagne                    | Espagne             |             | + 2 min 44 s   |              |
| 11e | Autriche                   | Autriche            |             | + 3 min 30 s   |              |
| 12e | Ukraine                    | Ukraine             |             | + 4 min 51 s   |              |
| 13e | Centre mondial du cyclisme | Suisse              |             | + 4 min 59 s   |              |
| 14e | Polynésie française        | Polynésie française |             | + 7 min 03 s   |              |
| 15e | Nouvelle-Calédonie         | Nouvelle-Calédonie  |             | + 8 min 21 s   |              |
| 16e | Samoa                      | Samoa               |             | + 17 min 58 s  |              |

## Liste des partants
| Allemagne GER | Allemagne GER    | Allemagne GER |
| ------------- | ---------------- | ------------- |
| Num           | Coureur          | Pos           |
| 1             | Miguel Heidemann | 4e            |
| 2             | Jannik Steimle   | 4e            |
| 3             | Nikias Arndt     | 4e            |
| 4             | Liane Lippert    | 4e            |
| 5             | Mieke Kröger     | 4e            |
| 6             | Romy Kasper      | 4e            |

| Pays-Bas NED | Pays-Bas NED         | Pays-Bas NED |
| ------------ | -------------------- | ------------ |
| Num          | Coureur              | Pos          |
| 11           | Bauke Mollema        | 5e           |
| 12           | Mathieu van der Poel | 5e           |
| 13           | Daan Hoole           | 5e           |
| 14           | Riejanne Markus      | 5e           |
| 15           | Annemiek van Vleuten | 5e           |
| 16           | Ellen van Dijk       | 5e           |

| Italie ITA | Italie ITA           | Italie ITA |
| ---------- | -------------------- | ---------- |
| Num        | Coureur              | Pos        |
| 21         | Edoardo Affini       | 2e         |
| 22         | Matteo Sobrero       | 2e         |
| 23         | Filippo Ganna        | 2e         |
| 24         | Elisa Longo Borghini | 2e         |
| 25         | Elena Cecchini       | 2e         |
| 26         | Vittoria Guazzini    | 2e         |

| Suisse SUI | Suisse SUI       | Suisse SUI |
| ---------- | ---------------- | ---------- |
| Num        | Coureur          | Pos        |
| 31         | Mauro Schmid     | 1er        |
| 32         | Stefan Küng      | 1er        |
| 33         | Stefan Bissegger | 1er        |
| 34         | Elise Chabbey    | 1re        |
| 35         | Marlen Reusser   | 1re        |
| 36         | Nicole Koller    | 1re        |

| Danemark DEN | Danemark DEN        | Danemark DEN |
| ------------ | ------------------- | ------------ |
| Num          | Coureur             | Pos          |
| 41           | Magnus Cort Nielsen | 6e           |
| 42           | Mikkel Honoré       | 6e           |
| 43           | Mikkel Bjerg        | 6e           |
| 44           | Julie Norman Leth   | 6e           |
| 45           | Rebecca Koerner     | 6e           |
| 46           | Emma Norsgaard      | 6e           |

| Belgique BEL | Belgique BEL         | Belgique BEL |
| ------------ | -------------------- | ------------ |
| Num          | Coureur              | Pos          |
| 51           | Nathan Van Hooydonck | 8e           |
| 52           | Quinten Hermans      | 8e           |
| 53           | Pieter Serry         | 8e           |
| 54           | Julie De Wilde       | 8e           |
| 55           | Jesse Vandenbulcke   | 8e           |
| 56           | Valerie Demey        | 8e           |

| France FRA | France FRA       | France FRA |
| ---------- | ---------------- | ---------- |
| Num        | Coureur          | Pos        |
| 71         | Eddy Le Huitouze | 7e         |
| 72         | Bruno Armirail   | 7e         |
| 73         | Rémi Cavagna     | 7e         |
| 74         | Aude Biannic     | 7e         |
| 75         | Coralie Demay    | 7e         |
| 76         | Juliette Labous  | 7e         |

| Pologne POL | Pologne POL              | Pologne POL |
| ----------- | ------------------------ | ----------- |
| Num         | Coureur                  | Pos         |
| 81          | Mateusz Gajdulewicz      | 9e          |
| 82          | Maciej Bodnar            | 9e          |
| 83          | Kacper Gieryk            | 9e          |
| 84          | Dominika Włodarczyk      | 9e          |
| 85          | Agnieszka Skalniak-Sójka | 9e          |
| 86          | Marta Jaskulska          | 9e          |

| Espagne ESP | Espagne ESP        | Espagne ESP |
| ----------- | ------------------ | ----------- |
| Num         | Coureur            | Pos         |
| 91          | Oier Lazkano       | 10e         |
| 92          | Raúl García Pierna | 10e         |
| 93          | Iván Romeo         | 10e         |
| 94          | Lourdes Oyarbide   | 10e         |
| 95          | Sandra Alonso      | 10e         |
| 96          | Idoia Eraso        | 10e         |

| Autriche AUT | Autriche AUT            | Autriche AUT |
| ------------ | ----------------------- | ------------ |
| Num          | Coureur                 | Pos          |
| 101          | Tobias Bayer            | 11e          |
| 102          | Sebastian Schönberger   | 11e          |
| 103          | Felix Gall              | 11e          |
| 104          | Christina Schweinberger | 11e          |
| 105          | Anna Kiesenhofer        | 11e          |
| 106          | Carina Schrempf         | 11e          |

| Australie AUS | Australie AUS    | Australie AUS |
| ------------- | ---------------- | ------------- |
| Num           | Coureur          | Pos           |
| 111           | Michael Matthews | 3e            |
| 112           | Luke Plapp       | 3e            |
| 113           | Luke Durbridge   | 3e            |
| 114           | Georgia Baker    | 3e            |
| 115           | Alexandra Manly  | 3e            |
| 116           | Sarah Roy        | 3e            |

| Ukraine UKR | Ukraine UKR         | Ukraine UKR |
| ----------- | ------------------- | ----------- |
| Num         | Coureur             | Pos         |
| 131         | Vitaliy Buts        | 12e         |
| 132         | Mykhailo Kononenko  | 12e         |
| 133         | Vitaliy Novakovskyi | 12e         |
| 134         | Daryna Nahuliak     | 12e         |
| 135         | Marina Varenyk      | 12e         |
| 136         | Iryna Semenova      | 12e         |

| Centre mondial du cyclisme WCC | Centre mondial du cyclisme WCC | Centre mondial du cyclisme WCC |
| ------------------------------ | ------------------------------ | ------------------------------ |
| Num                            | Coureur                        | Pos                            |
| 141                            | Hamza Amari (ALG)              | 13e                            |
| 142                            | Negasi Abreha (ETH)            | 13e                            |
| 143                            | Kiya Rogora (ETH)              | 13e                            |
| 144                            | Selam Ahama Gerefiel (ETH)     | 13e                            |
| 145                            | Maude Le Roux (RSA)            | 13e                            |
| 146                            | Nesrine Houili (ALG)           | 13e                            |

| Samoa SAM | Samoa SAM          | Samoa SAM |
| --------- | ------------------ | --------- |
| Num       | Coureur            | Pos       |
| 151       | Raea Khan          | 16e       |
| 152       | Wally Collins      | 16e       |
| 153       | Gideon Mulitalo    | 16e       |
| 154       | Pearl Harris-Blain | 16e       |
| 155       | Jordan Afoa        | 16e       |
| 156       | Urlin Mulitalo     | 16e       |

| Nouvelle-Calédonie NCL | Nouvelle-Calédonie NCL | Nouvelle-Calédonie NCL |
| ---------------------- | ---------------------- | ---------------------- |
| Num                    | Coureur                | Pos                    |
| 161                    | Rayann Lacheny         | 15e                    |
| 162                    | Florian Barket         | 15e                    |
| 163                    | David Schavits         | 15e                    |
| 164                    | Manon Brasseur         | 15e                    |
| 165                    | Sandra Gayral          | 15e                    |
| 166                    | Patricia Thémereau     | 15e                    |

| Polynésie française PYF | Polynésie française PYF | Polynésie française PYF |
| ----------------------- | ----------------------- | ----------------------- |
| Num                     | Coureur                 | Pos                     |
| 171                     | Taruia Krainer          | 14e                     |
| 172                     | Kahiri Endeler          | 14e                     |
| 173                     | Teva Poulain            | 14e                     |
| 174                     | Élodie Touffet          | 14e                     |
| 175                     | Kylie Crawford          | 14e                     |
| 176                     | Tekau Hapairai          | 14e                     |

| Allemagne GER | Allemagne GER    | Allemagne GER |
| ------------- | ---------------- | ------------- |
| Num           | Coureur          | Pos           |
| 1             | Miguel Heidemann | 4e            |
| 2             | Jannik Steimle   | 4e            |
| 3             | Nikias Arndt     | 4e            |
| 4             | Liane Lippert    | 4e            |
| 5             | Mieke Kröger     | 4e            |
| 6             | Romy Kasper      | 4e            |

| Pays-Bas NED | Pays-Bas NED         | Pays-Bas NED |
| ------------ | -------------------- | ------------ |
| Num          | Coureur              | Pos          |
| 11           | Bauke Mollema        | 5e           |
| 12           | Mathieu van der Poel | 5e           |
| 13           | Daan Hoole           | 5e           |
| 14           | Riejanne Markus      | 5e           |
| 15           | Annemiek van Vleuten | 5e           |
| 16           | Ellen van Dijk       | 5e           |

| Italie ITA | Italie ITA           | Italie ITA |
| ---------- | -------------------- | ---------- |
| Num        | Coureur              | Pos        |
| 21         | Edoardo Affini       | 2e         |
| 22         | Matteo Sobrero       | 2e         |
| 23         | Filippo Ganna        | 2e         |
| 24         | Elisa Longo Borghini | 2e         |
| 25         | Elena Cecchini       | 2e         |
| 26         | Vittoria Guazzini    | 2e         |

| Suisse SUI | Suisse SUI       | Suisse SUI |
| ---------- | ---------------- | ---------- |
| Num        | Coureur          | Pos        |
| 31         | Mauro Schmid     | 1er        |
| 32         | Stefan Küng      | 1er        |
| 33         | Stefan Bissegger | 1er        |
| 34         | Elise Chabbey    | 1re        |
| 35         | Marlen Reusser   | 1re        |
| 36         | Nicole Koller    | 1re        |

| Danemark DEN | Danemark DEN        | Danemark DEN |
| ------------ | ------------------- | ------------ |
| Num          | Coureur             | Pos          |
| 41           | Magnus Cort Nielsen | 6e           |
| 42           | Mikkel Honoré       | 6e           |
| 43           | Mikkel Bjerg        | 6e           |
| 44           | Julie Norman Leth   | 6e           |
| 45           | Rebecca Koerner     | 6e           |
| 46           | Emma Norsgaard      | 6e           |

| Belgique BEL | Belgique BEL         | Belgique BEL |
| ------------ | -------------------- | ------------ |
| Num          | Coureur              | Pos          |
| 51           | Nathan Van Hooydonck | 8e           |
| 52           | Quinten Hermans      | 8e           |
| 53           | Pieter Serry         | 8e           |
| 54           | Julie De Wilde       | 8e           |
| 55           | Jesse Vandenbulcke   | 8e           |
| 56           | Valerie Demey        | 8e           |

| France FRA | France FRA       | France FRA |
| ---------- | ---------------- | ---------- |
| Num        | Coureur          | Pos        |
| 71         | Eddy Le Huitouze | 7e         |
| 72         | Bruno Armirail   | 7e         |
| 73         | Rémi Cavagna     | 7e         |
| 74         | Aude Biannic     | 7e         |
| 75         | Coralie Demay    | 7e         |
| 76         | Juliette Labous  | 7e         |

| Pologne POL | Pologne POL              | Pologne POL |
| ----------- | ------------------------ | ----------- |
| Num         | Coureur                  | Pos         |
| 81          | Mateusz Gajdulewicz      | 9e          |
| 82          | Maciej Bodnar            | 9e          |
| 83          | Kacper Gieryk            | 9e          |
| 84          | Dominika Włodarczyk      | 9e          |
| 85          | Agnieszka Skalniak-Sójka | 9e          |
| 86          | Marta Jaskulska          | 9e          |

| Espagne ESP | Espagne ESP        | Espagne ESP |
| ----------- | ------------------ | ----------- |
| Num         | Coureur            | Pos         |
| 91          | Oier Lazkano       | 10e         |
| 92          | Raúl García Pierna | 10e         |
| 93          | Iván Romeo         | 10e         |
| 94          | Lourdes Oyarbide   | 10e         |
| 95          | Sandra Alonso      | 10e         |
| 96          | Idoia Eraso        | 10e         |

| Autriche AUT | Autriche AUT            | Autriche AUT |
| ------------ | ----------------------- | ------------ |
| Num          | Coureur                 | Pos          |
| 101          | Tobias Bayer            | 11e          |
| 102          | Sebastian Schönberger   | 11e          |
| 103          | Felix Gall              | 11e          |
| 104          | Christina Schweinberger | 11e          |
| 105          | Anna Kiesenhofer        | 11e          |
| 106          | Carina Schrempf         | 11e          |

| Australie AUS | Australie AUS    | Australie AUS |
| ------------- | ---------------- | ------------- |
| Num           | Coureur          | Pos           |
| 111           | Michael Matthews | 3e            |
| 112           | Luke Plapp       | 3e            |
| 113           | Luke Durbridge   | 3e            |
| 114           | Georgia Baker    | 3e            |
| 115           | Alexandra Manly  | 3e            |
| 116           | Sarah Roy        | 3e            |

| Ukraine UKR | Ukraine UKR         | Ukraine UKR |
| ----------- | ------------------- | ----------- |
| Num         | Coureur             | Pos         |
| 131         | Vitaliy Buts        | 12e         |
| 132         | Mykhailo Kononenko  | 12e         |
| 133         | Vitaliy Novakovskyi | 12e         |
| 134         | Daryna Nahuliak     | 12e         |
| 135         | Marina Varenyk      | 12e         |
| 136         | Iryna Semenova      | 12e         |

| Centre mondial du cyclisme WCC | Centre mondial du cyclisme WCC | Centre mondial du cyclisme WCC |
| ------------------------------ | ------------------------------ | ------------------------------ |
| Num                            | Coureur                        | Pos                            |
| 141                            | Hamza Amari (ALG)              | 13e                            |
| 142                            | Negasi Abreha (ETH)            | 13e                            |
| 143                            | Kiya Rogora (ETH)              | 13e                            |
| 144                            | Selam Ahama Gerefiel (ETH)     | 13e                            |
| 145                            | Maude Le Roux (RSA)            | 13e                            |
| 146                            | Nesrine Houili (ALG)           | 13e                            |

| Samoa SAM | Samoa SAM          | Samoa SAM |
| --------- | ------------------ | --------- |
| Num       | Coureur            | Pos       |
| 151       | Raea Khan          | 16e       |
| 152       | Wally Collins      | 16e       |
| 153       | Gideon Mulitalo    | 16e       |
| 154       | Pearl Harris-Blain | 16e       |
| 155       | Jordan Afoa        | 16e       |
| 156       | Urlin Mulitalo     | 16e       |

| Nouvelle-Calédonie NCL | Nouvelle-Calédonie NCL | Nouvelle-Calédonie NCL |
| ---------------------- | ---------------------- | ---------------------- |
| Num                    | Coureur                | Pos                    |
| 161                    | Rayann Lacheny         | 15e                    |
| 162                    | Florian Barket         | 15e                    |
| 163                    | David Schavits         | 15e                    |
| 164                    | Manon Brasseur         | 15e                    |
| 165                    | Sandra Gayral          | 15e                    |
| 166                    | Patricia Thémereau     | 15e                    |

| Polynésie française PYF | Polynésie française PYF | Polynésie française PYF |
| ----------------------- | ----------------------- | ----------------------- |
| Num                     | Coureur                 | Pos                     |
| 171                     | Taruia Krainer          | 14e                     |
| 172                     | Kahiri Endeler          | 14e                     |
| 173                     | Teva Poulain            | 14e                     |
| 174                     | Élodie Touffet          | 14e                     |
| 175                     | Kylie Crawford          | 14e                     |
| 176                     | Tekau Hapairai          | 14e                     |